# Océan mer
Océan mer (titre original Oceano mare) est le deuxième roman de l'auteur italien Alessandro Baricco. Publié en 1993 en Italie, il y a remporté le prix Viareggio la même année. Sa version française a paru en 1998, en traduction de l'italien par Françoise Brun.

## Intrigue

### Résumé
Le roman est découpé en trois parties :
- I.  Pension Almayer (les différentes pièces du puzzle, les personnages et leurs histoires, les liens entre eux)

- II. Le ventre de la mer (le récit de Savigny sur le radeau, suivi de celui de Thomas)

- III. Les chants du retour (épilogue sur chacun des personnages principaux)

À la pension Almayer, « posée sur la corniche ultime du monde », sept personnages se retrouvent pour guérir de leurs maux par la mer. Ces sept pièces d'un puzzle sont reliées les unes aux autres par une folie ou une histoire. Le séjour est ainsi bouleversé par une vengeance entre deux naufragés ayant séjourné ensemble sur un radeau.  
En ce lieu où l'on « prend congé de soi-même », ces sept personnages essaient de renaître, ont un but en venant ici. C'est le hasard (que l'auteur qualifie même de « destin ») qui les a rassemblés à cet endroit précis.
Au bout du monde, cette pension est un lieu bien étrange, où même le temps semble s'arrêter. Ann Deveria dit de la pension Almayer que « c'est un endroit qui existe à peine ». Le livre se conclut ainsi sur sa disparition : « Il ne la vit donc pas, la pension Almayer, se détacher du sol et se désagréger, légère, partir en mille morceaux. »

### Personnages
Elisewin : Elisewin, seize ans, est désignée comme « une petite fille trop fragile pour vivre et trop vivante pour mourir », possédée par un tempérament d'une extrême sensibilité. Elle est emmenée à la mer, à la pension Almayer, par le Père Pluche pour guérir de cette sensibilité qui la contraint à vivre dans un monde dénué de tout ce qui pourrait la brusquer. Elle a une très belle voix de velours et elle donne l'impression, lorsqu'elle marche, de glisser dans l'air. Son père est le baron de Carewall.
Père Pluche : Il devait guérir Elisewin de ses maux, mais ni les années, ni les soins qu'il lui a procurés n'ont suffi. Le Père Pluche est un homme d'église qui par ailleurs écrit un recueil de prières. Il ne dit jamais ce qu'il faudrait dire, car autre chose lui vient toujours à l'esprit, avant.
Michel Plasson : Plasson est un peintre. Ancien portraitiste, il veut peindre la mer. Mais il lui faut savoir où elle commence. Il cherche donc les « yeux de la mer ». Ce sera le commencement de son portrait. Ses phrases font rarement plus de huit mots. Sinon, il devient incapable de les finir.
Ismaël Bartelboom :  Ce professeur de trente-huit ans écrit une « Encyclopédie des limites observables dans la nature, avec un supplément consacré aux limites des facultés humaines ».
Ces deux personnages, Plasson et Bartelboom sont complémentaires. En effet, l'un pour peindre a besoin de connaitre où commence la mer, l'autre cherche où finit la mer. « Deux morceaux de puzzle. Fait l'un pour l'autre. Dans quelque endroit du ciel, un vieux Seigneur, à l'instant même, venait de les retrouver. »
Ann Devéria : Cette femme est ici pour guérir de l'adultère. Son mari pense que le climat de la mer assoupira ses passions et l'amènera à oublier son amant. Elle est donc ici pour guérir de l'amour, mais aidera Bartelboom qui lui, cherche l'amour.
Savigny : Le docteur Savigny est survivant d'un abandon en mer sur un radeau. Il est celui qui raconte la moitié de l'histoire dans la deuxième partie du livre.
Adams : C'est le surnom de Thomas, également survivant du radeau, abandonné en pleine mer du navire « L'Alliance ». Entre Thomas et Savigny, c'est une histoire de vengeance : le meurtre par Savigny de la femme de Thomas sur le radeau. 
Elisewin et Adams sont eux aussi deux personnages complémentaires, « une jeune fille qui n'a rien vu et un homme qui a vu trop de choses ».
Dira : C'est une petite fille de dix ans qui s'occupe du registre de la pension Almayer. Elle est extrêmement perspicace et intelligente pour une fillette de son âge.

## Le radeau deLa Méduse
La partie centrale du roman est librement inspirée du naufrage de La Méduse (1816) et du scandale de son radeau abandonné.
Ainsi, le navire est rebaptisé « L'Alliance » dans le roman, mais les principaux noms et éléments de son histoire correspondent à ceux de La Méduse, y compris : l'échouage sur un banc de sable au large de l'Afrique de l'ouest (éd. Folio, p. 131), l'abandon du radeau par les chaloupes (p. 132), le cannibalisme des survivants (p. 139), l'incompétence du « capitaine Chaumareys » échoué sur « le banc d'Arguin » (p. 147), la présence du « gouverneur Schmaltz » (p. 147), les officiers du radeau dont « Corréard, le cartographe, et Savigny, le médecin » (p. 149), le scandale dénoncé dans le livre de Savigny (p. 253), le procès du capitaine (p. 255), et l'exploration de Tombouctou par un rescapé de l'expédition (p. 76, Thomas alias Adams dans le roman, inspiré de René Caillié dans la réalité).

## Citations
« S'il y a, dans le monde, un endroit où tu peux penser que tu n'es rien, c'est cet endroit, c'est ici. Ce n'est plus la terre, et ce n'est pas encore la mer. Ce n'est pas une vie fausse, et ce n'est pas une vie vraie. C'est du temps. Du temps qui passe. Rien d'autre. »
« C'était comme une maladie, mais ça n'était pas une maladie, c'était quelque chose de moins, s'il avait un nom pour ça il serait très léger, le temps de le dire et il a disparu. »
« Écrire à quelqu'un est la seule manière d'attendre sans se faire de mal. »
« Comment faut-il faire ? Comment lui diras-tu, à cette femme-là, ce que tu dois lui dire, avec ses mains sur toi et sa peau, sa peau, lui parler de mort, à elle, tu ne peux pas, une petite fille comme elle, comment le lui dire, ce qu'elle sait déjà et qu'il faudra bien pourtant qu'elle écoute, ces paroles, les unes après les autres, même si tu les sais déjà tu dois les écouter, tôt ou tard il faut que quelqu'un les dise et que toi tu les écoutes, qu'elle les écoute, cette petite fille qui dit “Tu as des yeux que je ne t'ai jamais vus.” Et puis “Si seulement tu voulais, tu pourrais être sauvé.” Comment le lui dire, à cette femme, que tu voudrais bien, être sauvé, et plus encore la sauver, elle, avec toi, et ne plus faire que ça, la sauver, et te sauver toi aussi, la vie entière, mais ce n'est pas possible, chacun a son voyage et doit le faire, et dans les bras d'une femme les chemins qu'on finit par prendre sont biscornus, tu ne les comprends pas toi-même, et au moment où il faudrait tu ne peux pas les raconter, tu n'as pas les mots pour le faire, des mots qui sonnent bien, là, entre ces baisers, sur cette peau, des mots justes il n'y en a pas, tu as beau chercher dans tout ce que tu es et tout ce que tu as ressenti, tu ne les trouves pas, ils n'ont jamais la bonne musique, c'est la musique qui leur manque, là, entre ces baisers, et sur cette peau, c'est une histoire de musique. Alors tu parles, tu dis quelque chose, mais c'est misérable. »

## Adaptation au cinéma
Le roman a été adapté en film en Espagne sous le titre El ventre del mar par Agustí Villaronga.